# Josif Pančić
Josip puis Josif Pančić (en serbe cyrillique : Јосиф Панчић) est un botaniste et un agronome serbe, né le 17 avril 1814 à Bribir en Provinces illyriennes, Empire français et mort le 18 mars 1888 à Belgrade. Il a été membre et président de l'Académie serbe des sciences et des arts.

## Biographie
Josif Pančić est né près de la frontière de l’Autriche-Hongrie (aujourd’hui la Croatie) dans une famille serbe catholique. Il fait ses études élémentaires à Gospić puis au lycée de Fiume (Rijeka) et à Zagreb, avant d’être diplômé en 1842 à Budapest en médecine. Mais il est plus intéressé par la biologie en général et la botanique en particulier.

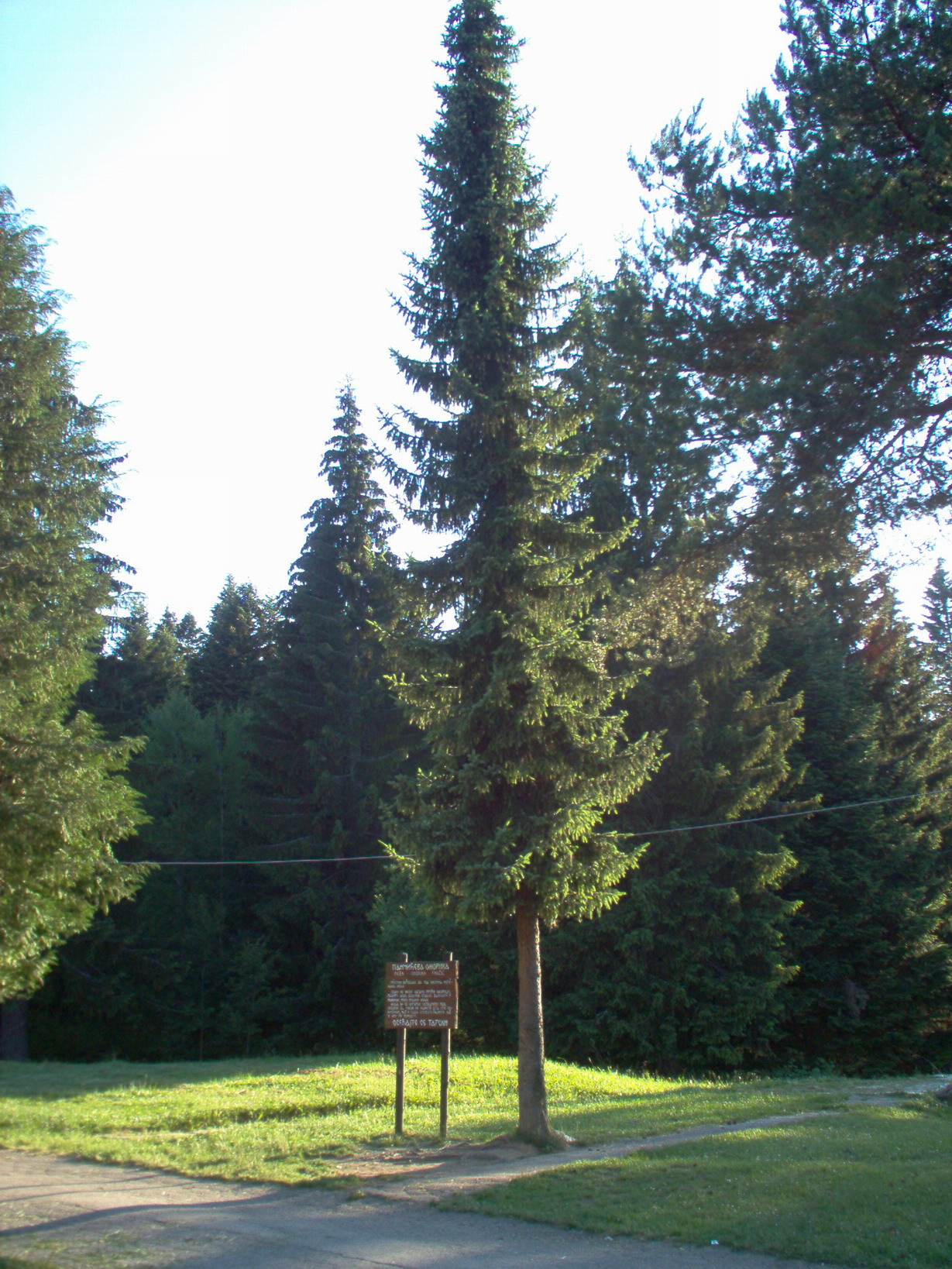
L'épicéa de Serbie, découvert par Pančić

En 1846, il fait la connaissance du linguiste serbe Vuk Stefanović Karadžić (1787-1864) qui le convainc de s’installer avec lui dans la principauté de Serbie, alors sous domination ottomane. Il abandonne sa citoyenneté austro-hongroise et change son prénom de Josip en Josif et se convertit à l’orthodoxie[réf. nécessaire]. Pančić exerce la médecine et étudie la flore durant ses nombreux voyages à travers le pays. Il se passionne pour les monts Kopaonik, le plus haut massif montagneux de Serbie, qu’il visite seize fois entre 1851 à 1886.
Il découvre plusieurs espèces nouvelles pour la science dont l’épicéa de Serbie (Picea omorika), omorika signifiant épicéa en serbe.
Il est notamment l’auteur de Verzeichniss der in Serbien wildwachsenden Phanerogamen, nebst den Diagnosen einiger neuer Arten. Il est le premier président de l’Académie serbe des Sciences et des Arts fondée le 5 avril 1887. Árpád von Degen (1866-1934) lui dédie l'Aquilegia panicii de la famille des renonculacées.

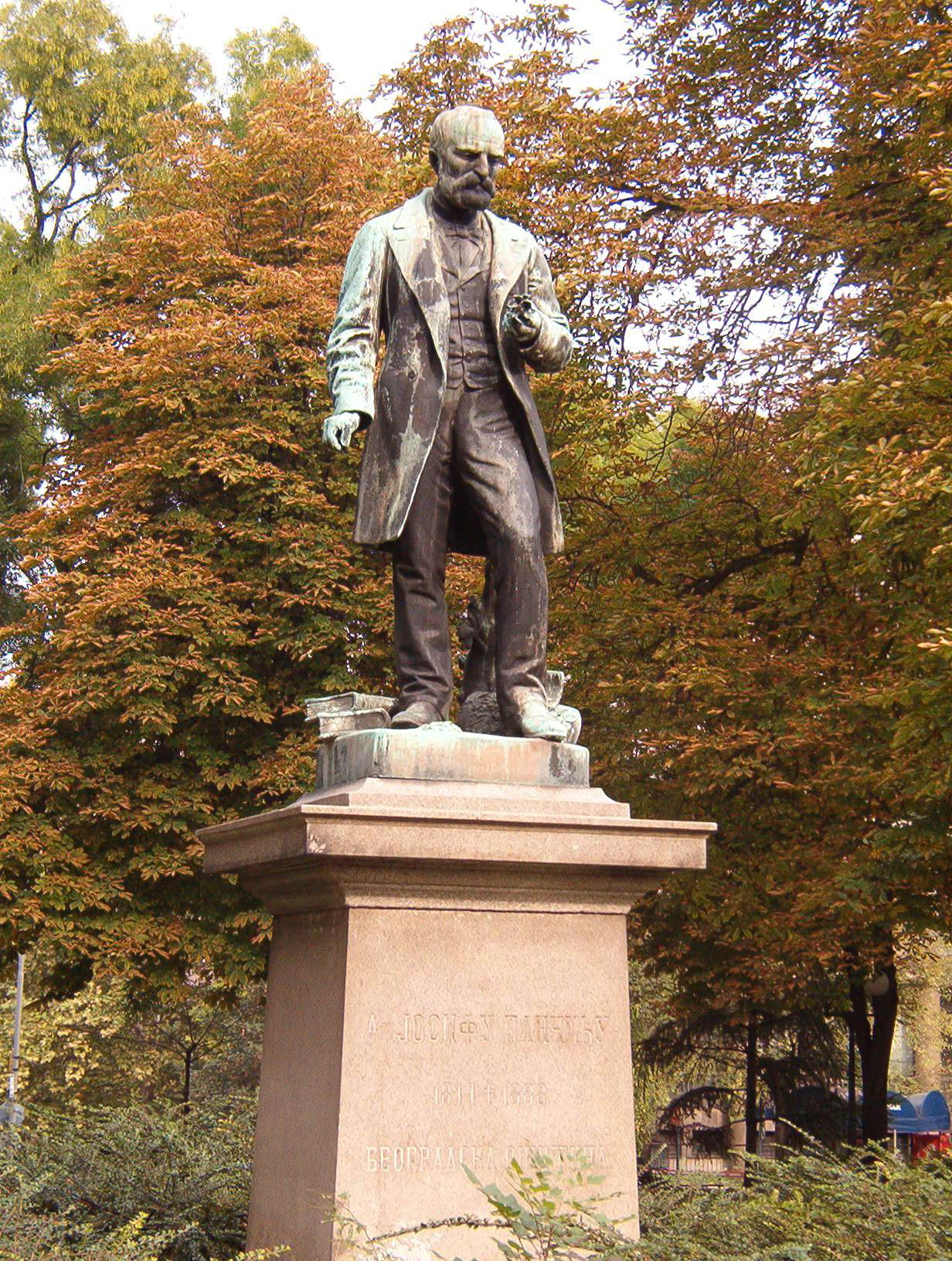
Le monument de Josif Pančić, à Belgrade, dans le Studentski park
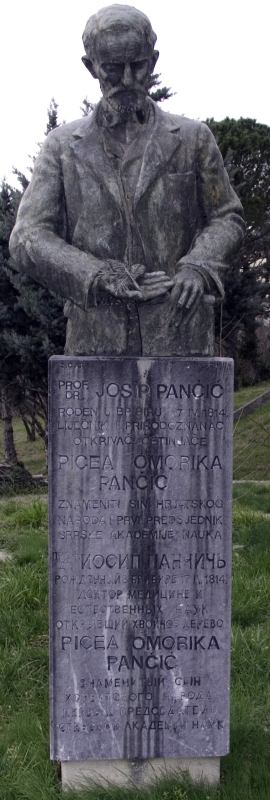
Le buste de Josif Pančić à Crikvenica, en Croatie

## Œuvres
- Flora agri belgradensis, 1865
- Flora principatus Serbiae, 1874
- Elenchus plantarum vascularium quas aestate a. 1873 in Crna Gora, 1875
- Elementa ad floram principatus Bulgariae, 1883
- Additamenta ad Floram Principatus Serbiae, 1884

## Source
- John Hendley Barnhart (1965). Biographical Notes upon Botanists. G.K. Hall & Co. (Boston).
- Ce texte comprend des extraits de l'article de langue anglaise de Wikipédia (version du 11 janvier 2006).

Pančić est l’abréviation botanique standard de Josif Pančić.
Consulter la liste des abréviations d'auteur en botanique ou la liste des plantes assignées à cet auteur par l'IPNI, la liste des champignons assignés par MycoBank, la liste des algues assignées par l'AlgaeBase et la liste des fossiles assignés à cet auteur par l'IFPNI.